# Amphiascus propinqvus
Amphiascus propinqvus är en kräftdjursart som beskrevs av Georg Ossian Sars 1906. Amphiascus propinqvus ingår i släktet Amphiascus och familjen Diosaccidae. Inga underarter finns listade i Catalogue of Life.